# 谈固街道
谈固街道，是中华人民共和国河北省石家庄市长安区下辖的一个乡镇级行政单位。

## 行政区划
谈固街道下辖以下地区：
谈固社区、建明小区第一社区会、建明小区第二社区、焦化厂社区、银龙小区第一社区、银龙小区第二社区、白佛社区、长东联合社区、华宸怡园社区、龚尚嘉苑社区、瑞景华庭社区和白佛口村。